# Myron Selznick
Pour les articles homonymes, voir Selznick.
Myron Selznick (Pittsburgh, 5 octobre 1898 – Santa Monica, 23 mars 1944) est un producteur de films et un agent d’acteurs américain.

## Vie et carrière
Né à Pittsburgh (Pennsylvanie), Myron était le fils du producteur Lewis J. Selznick, qui lui apprit le métier et l’engagea dans sa société, ainsi que le frère de David O. Selznick, producteur renommé en son temps.
Après que la société de son père eut fermé, Myron Selznick travailla pour d’autres studios, d’abord en tant que conseiller de production. Cependant, grâce à son réseau et à l’ascension de son frère, il vit l'occasion de s’installer comme agent d’acteurs.
Associé à Frank Coleman Joyce, frère d’Alice Joyce, ils créèrent Joyce-Selznick, Ltd, première agence d’acteurs de Los Angeles. Elle devint si influente qu’elle fut bannie par la 20th Century Fox, accusée de causer une inflation des salaires des acteurs.

## Vie personnelle
Myron Selznick épousa Marjorie Daw en 1925 ; ils divorcèrent en 1942.
Il possédait le pur-sang Can't Wait qui finit 3e du Kentucky Derby en 1938.
Myron Selznick est mort en 1944 à l'âge de 46 ans.